# Франческо IV Гонзага
Франческо IV Гонзага (італ. Francesco IV Gonzaga; 7 травня 1586 — 22 грудня 1612) — герцог Мантуї та Монтферрата у лютому— грудні 1612 року, син попереднього герцога Вінченцо I Гонзага та тосканської принцеси Елеонори Медічі. Великий магістр ордену Крові Ісуса Христа.

## Життєпис
Франческо народився 7 травня 1586 року у Мантуї. Він став первістком в родині герцога Мантуї та Монтферрата Вінченцо I Гонзага і його другої дружини Елеонори де Медічі, з'явившись на світ за два роки після їхнього весілля. Згодом сім'я поповнилася трьома синамиː Фердинандо, Гульєльмо Доменіко та Вінченцо й двома донькамиː Маргаритою та Елеонорою.
Під час правління його батька мантуанський двір був значним культурним центром. Герцог покровительствував науці та мистецтвам.
У віці 20 років Франческо узяв за дружину 18-річну принцесу Савойську Маргариту. Шлюб був політично спланованим. Обидві родини прагнути володіти Монтферратом. Гонзага цим союзом намагались усунути претензії Карла Еммануїла I на дані території. Савойці ж мали на меті забезпечити свій вплив у ворожому домі шляхом продовження династії, збільшенні, таким чином, кількості своїх прихильників та надбанню прав на землі.
Весілля відбулось 19 лютого 1608 в Турині. У подружжя народилося троє дітей. У лютому Франческо успадкував від батька герцогство. Його правління продовжилось всього кілька місяців. Ніякими значними подіями відмічене не було. Тривала лише ворожнеча із герцогом Парми Рануччо I Фарнезе. Здавалося, що справа вже дійшла до зброї, однак дипломатам Савойї та послу Франції вдалося врегулювати ситуацію мирним шляхом.
Герцог намагався скоротити витрати, щоб якось стабілізувати скрутне становище із фінансами, яке дісталось йому у спадок. Щоб впоратися із численними боргами він навіть розлучився із Клаудіо Монтеверді, хоча й був великим поціновувачем музики та театру. Також залишився в історії Мантуї, як людина правосуддя, будучи особливо уважним до прав євреїв у своєму місті.
Однак, його старання були перервані епідемією віспи, що почалася в Мантуї. На початку грудня вона забрала його єдиного сина Людовіко, а наприкінці — від неї помер і сам Франческо. Похований в базиліці святої Барбари.
Мантую успадкував його молодший брат Фердинандо. Монтферрат було присуджено доньці Марії.
Фердинандо, що був кардиналом, довелося для цього скласти сан. Савойські міністри пропонували його шлюб із Маргаритою, але цього не відбулося. Невдовзі почалася перша війна за Монтферрат.

## Родина
Чоловік — Франческо Гонзага
Дітиː

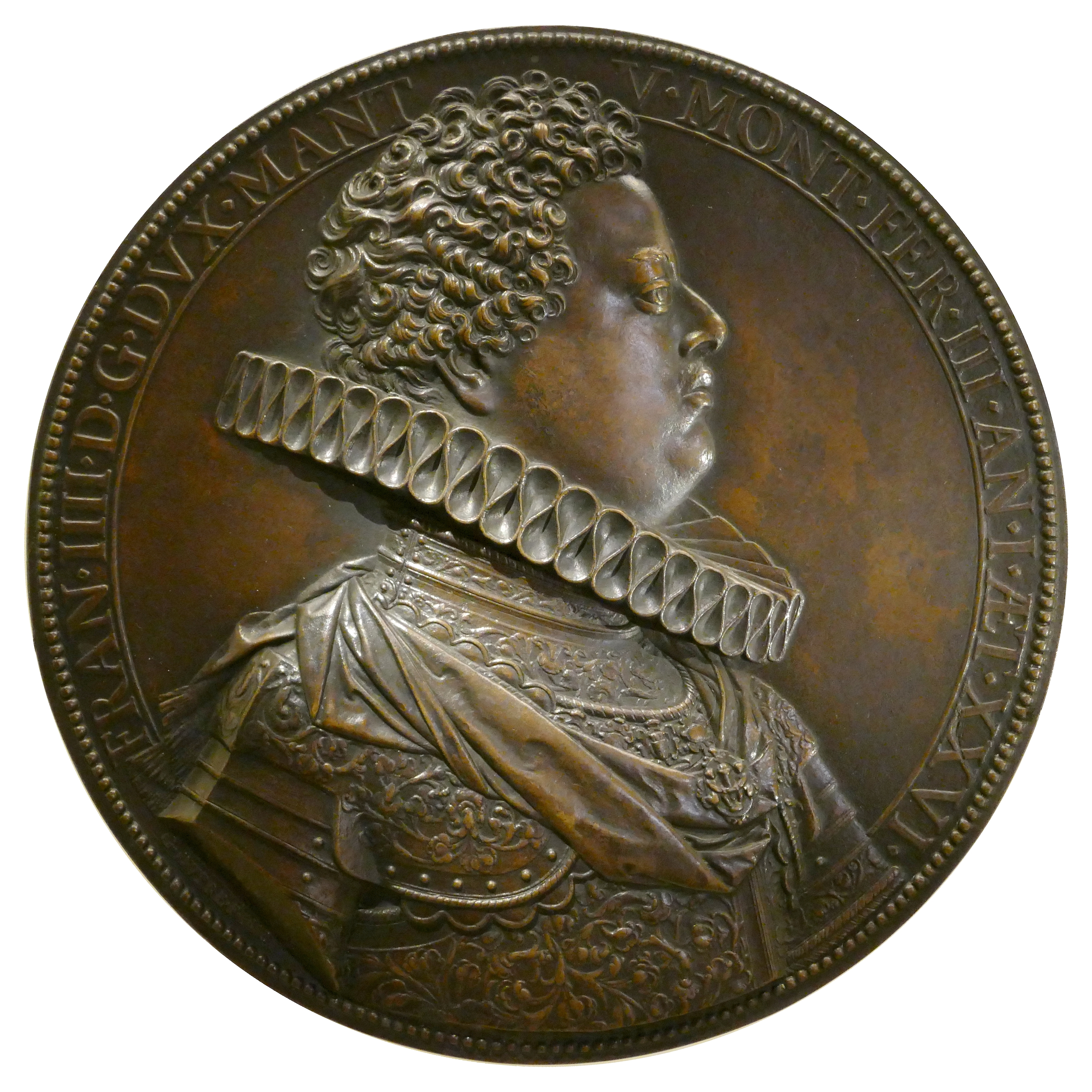
Медаль із зображенням Франческо Гонзага

- Марія (29 червня 1609— 14 серпня 1660) — дружина Карла II Гонзага, герцога Неверського,[3] мала трьох дітей;
- Людовіко (27 червня 1611— 3 грудня 1612) — помер у ранньому віці;
- Елеонора (12—13 вересня 1612) — прожила лише день.

Також є відомості про побічного синаː
- Луїджі (?— 1605) — помер у ранньому віці.

Принц був великим магістром новоствореного ордену Крові Ісуса Христа.